# Odra Sisačka
Odra Sisačka är en ort i Kroatien.   Den ligger i länet Moslavina, i den centrala delen av landet, 50 km sydost om huvudstaden Zagreb. Odra Sisačka ligger 95 meter över havet och antalet invånare är 823.
Terrängen runt Odra Sisačka är platt. Runt Odra Sisačka är det ganska glesbefolkat, med 22 invånare per kvadratkilometer. Närmaste större samhälle är Sisak, 4,4 km sydost om Odra Sisačka. Trakten runt Odra Sisačka består till största delen av jordbruksmark.